# Márton Joób
Márton Joób, född den 24 juni 1982 i Szeged, Ungern, är en ungersk kanotist.
Han tog bland annat VM-guld i C-4 200 meter i samband med sprintvärldsmästerskapen i kanotsport 2007 i Duisburg.